# 蔡霞
蔡霞（1952年10月—），女，生于江苏常州，中共中央党校党建教研部教授（2012年退休），在党校任职近40年，研究方向是意识形态和民主政治、执政党建设。原为马克思主义者，支持中国共产党实行党内民主，被視為黨校的自由派學者。
2016年5月起遭全网封杀。2020年6月，蔡霞因为其红二代身份并严厉批判中共中央总书记習近平而引起轰动。同年8月17日，蔡霞被中央党校开除党籍，并被取消退休待遇。此后，她称受到不少同志的私下鼓勵，仍會继续严厉指责习近平，並強調习近平是黑社会、没有习近平、实行党内民主的中国共产党才是好的中国共产党。

## 生平

### 家世
蔡霞的外祖父在第一次國共合作时期加入中国共产党，1927年后随潘汉年在苏北和上海當地下交通员。母亲、舅舅和阿姨都参加了中共军队。中華人民共和國成立後，蔡霞父親在南京担任解放軍部隊干部，母亲在南京市政府下属部门任职。

### 早年經歷、文革
蔡霞生于江苏常州，小时生活在部隊大院，家中姊妹三人。父母对子女要求甚严，禁止子女公车私用，或利用警卫员传达私人讯息。尽管如此，蔡霞从小生活相当优越，对民间疾苦如大跃进期间有数千万人饿死一事毫不知情。家中藏书有如《斯大林选集》、《干部必读》等马列主义书籍。少年时期，蔡霞将这些书籍作为课外读物，以建设没有剥削的共产主义社会为人生目标。依靠父母，在毛泽东发动的文化大革命中得以避开知青“上山下乡”运动。文化大革命期間當紅衛兵，在天安门广场見到了毛澤東，那時她初二。“我们父母的工作环境、工作条件让我们享受了他们获得的待遇，我们的住房、我们吃的饭都比普通老百姓好的多得多。”“所以后来我看到我的同学写的文革中家庭的遭遇，就可以看到原来中国是有政治贱民的。你是政治贵族，他是政治贱民，你们不在一个起点上。你们在一个教室里坐着，但并不意味着你们是平等的，你们的社会差距是极大的。但是你反过头来再看，中共获得政权后让官员的孩子过得比别人好，但没有让所有老百姓都过得好。”“我们这些人其实从小是享受了特权，是有原罪的。”蔡霞表示她这代人由于经历过三年困难时期大饥荒和文化大革命，不畏惧物质上的困苦，但是无法承受精神上的压抑和扭曲。“我的父母从小熏陶我，让我不能不关注别人，所以你让我岁月静好，蒙头只过自己的日子，闭眼不看现实，我做不到。”
1969年，蔡霞參軍入伍，期间因毛泽东要求每个人读六篇马恩著作阅读了《共产党宣言》。对其中的“代替那存在着阶级和阶级对立的资产阶级旧社会的，将是这样一个联合体，在那里，每个人的自由发展是一切人的自由发展的条件。”留下深刻印象。入伍时被分配至一所军队医学院负责图书馆的管理工作。图书馆中藏有许多西方文学和政治哲学的“反动作品”，其中包括了威廉·勞倫斯·夏伊勒的《第三帝国的兴亡》和一些苏联小说。蔡霞于1978年退伍，后在苏州市郊一家化肥厂的工会就职。1980年，蔡霞任该厂工会副主席兼计划生育办公室主任。

### 党校的「自由派」（－2012年）
1984年，蔡霞被选送到苏州市委党校二年制党政干部大专班学习，为期两年，主修马克思主义理论和中共党史，同时学习内容也涉及了一些文革期间未能接触到的中国古典文化。期间，蔡霞仔细阅读了两遍《资本论》，对马克思主义理论、劳动价值、辩证唯物主义和资本家对工人进行剥削的政治、法律、文化及道德体系有了一定的了解。1986年毕业时受邀留校任教。1989年六四事件时，蔡霞私下对解放军向大学生开火的行径十分震惊，她曾认为解放军是保护人民的，只有“日本鬼子”和“国民党反动派”才会对人民下杀手。
1992年40岁时，受苏州市委党校推荐，在为期一年的考试准备后考入中共中央党校，先后攻读硕士和博士学位，2000年获法学博士学位。博士論文《现代化进程与中国共产党人价值观》，該文「以中国现代化的进程为背景，重点思考了改革开放、发展社会主义市场经济条件下，中国共产党人价值观的发展变化」。在攻读硕士期间，因虔诚相信马列主义，获得同学起的绰号“马老太太”，后来她为此表示“他们拿出来欺骗别人的东西，但是我们把它当真了。然后当你看到他的说法和事实是不一样的，而你是真诚的信奉必须要走向公平正义的东西，你会坚持，你就会变成这样。”蔡霞的学生一部分是普通的研究生，接受马克思主义政治理论和中共党史的常规课程，其他学生为中高级党政干部，包括一些省市领导和中央政府部长，也有人是中共中央委员。在中央党校任教时，党校老师的授课全程录像录音，课后要接受到检查。老师们一方面需要使课程生动有趣，另一方面又不能过于灵活地解释教条或使学生的注意力转移到理论的薄弱环节之上。为了应对官员们提出的难题，蔡霞等老师不得不想出十分机智的回答来应付。
南方人物周刊2017年專訪她時問：「从文章和言论来看，你的主张似乎更接近于自由派学者，比如对自由民主的看法」，但她認為自己更貼近原始的马克思主义，並反問：「为什么？当时的马克思、恩格斯思想理论始终是关于人的命运的，《德意志意识形态》当中讲『我们所说的人是现实中的活生生的、有血有肉的个人』。马克思说共产主义是『自由人的联合体』、『每一个人全面而自由的发展，是所有人全面而自由发展的条件』——『每一个人』放在『所有人』的前面。当你对人的理解落到『每个人』身上的时候，就必然把每个人的权利提升为思考的原点。制度合不合理、社会公不公平，不再是抽象地讲多数人还是少数人，而是每个人能不能得到尊重和保障。面对来自多数人的民粹暴政，以及专制对每个人权利的压制，在限制权力这一方面，我肯定就倾向了制约公共权力。马克思主义丰富博大的思想，我们没有全面地去把握，我讲课时一直在讲，我们对马克思主义的理论是扭曲地理解了。」
在党校任职期间，蔡霞负责对各地官员进行培训。一次中青班结业时，一位即将晋升副部级的学员针对网络管理发表意见，认为“（2012年）天津蓟县大火，那么个小事情在网络上搞成好大的事情一样，搅和人心。我们需要加强管理。”蔡霞则表示“人命关天的事情你们认为是小事，社会当然认为它是大事，我们对老百姓的生命有没有基本的感情？”“我给那学员打分很低。我感觉你对人民的感情极淡漠，这不是思想观点不同，是良心何在？”
2002年，在宣讲“三个代表”重要思想时，有干部对农民表示不满，称“农民就是刁民。”蔡霞则问道，“在座的哪个祖上不是农民？”“现在一些干部对老百姓的感情变了，称呼改变反映了感情的改变，党校老师在原则问题上坚决不能退让。”2003年通过中共中央党校参与编写《三个代表重要思想学习纲要》编写工作的后半部分，原本蔡霞认为中共及江泽民通过提出三个代表思想可以推动中共与“世界文明潮流”接轨，为政治体制改革做准备，但在亲自参与后，她“看到了中国共产党意识形态内部的丑恶”“就知道他们在骗人。”从此，蔡霞对中共的“神圣感”被打破。2008年，蔡霞前往西班牙考察研究了西班牙政治转型，使她陷入焦虑长达半年。
在讨论「多数人统治就是民主」的时候，蔡霞以纳粹德国和中國文化大革命举例，称「文革当中以多数人的名义对于少数领导干部进行侵害，其实是践踏人权的暴政。」（另參見多數人的暴政）有学员以「党校姓党」进行指责，蔡霞回应「你说到文革，我就来跟你说说文革。我当时是红卫兵，我们怀着对革命的虔诚之心，陷入疯狂，造成了很多伤害，我一辈子带着歉疚，但是我的孩子听文革跟听故事一样。党的历史怎么能回避这10年的曲折？『党校姓党』同样包含对历史教训的总结和反思。剥夺记忆，历史错误就会以新的方式再犯，现在有些人就把文革中流行的做法当成创新，恰恰是我们不能赞成的。」她的讲话获得了学员持续数分钟的掌声。
2011年起，蔡霞与北京市某街道合作，开展「党群共治」，实验预算民主，请人讲解在美國通行的罗伯特议事规则。 在江泽民时代，蔡霞曾支持其让更多的商人和专业人士加入中共的做法。但中共领导人不愿意进行与经济改革相匹配的政治改革，这令她感到失望，胡锦涛时代的威权主义方式让她灰心。由于在讨论中涉及未来中国政治体制改革并在海外引发关注和议论，北京上层追查下来，中央党校首次和蔡霞谈话，要求她“发表意见要注意场合、注意分寸”。2012年，蔡霞从中央党校退休，结束了15年的教学生涯。

### 黨校退休後（2012－）
2016年2月，中共北京市华远集团原党委副书记任志强发微博批評中共總書記習近平所提出的党和政府主办的媒体必须姓党，被留党察看一年。蔡霞發表名為《党章党规保护任志强们的党员权利》的文章支持任志强，蔡霞用四分之三的篇幅引錄中国共产党章程和《关于党内政治生活的若干准则》（註：1980年中共十一届五中全会通过）；其後《光明日报》駁斥，称她“有严重政治问题和立场问题”，蔡霞称“这是党章，你要说我有严重政治问题和立场问题，你先把党章给否了。”。事后，蔡霞所在单位通过暗示的方式对她进行恐吓，如果继续发言，她会受到行政处理，如降低生活待遇。由于不满对自己言论自由的限制，蔡霞试图退党但被许多朋友劝阻。同年，由于不满于中共政府对雷洋事件的处理，蔡霞对中共彻底失去信心。蔡霞认为中共对雷洋的嫖娼指控是诽谤（另參見中國異見人士與被嫖娼指控的關係），她表示“手法恶劣到极端，超出我们所能想象的那种恶劣。”
2020年初，李文亮医生因冠状病毒病去世时，蔡霞签署了要求医护有言论自由的声明（另參見疫情期間人权問題），遭中央党校约谈（另參見湖北省疫情相關執法爭議、“武汉8人散布不实消息”事件）。2020年中，在全国人大常委会通过港区国安法后，蔡霞写文章表示反对。

### 批評習近平修憲遭開除黨籍
2020年6月初，社交網站上流出蔡霞20分鐘的音頻，蔡霞在音頻中抨擊習近平取消任期制的修憲、四个自信、四个意识以及两个维护，認為中共總書記習近平就是一個黑幫老大，黨內所有人都是他的奴才，已沒有人權和法治可言，並建議習近平退居二線養老。随后，中央党校曾10次向蔡霞打电话，要求她回国“跟组织上谈清楚”。对此，蔡霞表示没有安全保障她不能回去。由於出身中共老革命的革命家庭、又是中共中央党校教授，是比較少有反體制的「正統紅二代」、「圈內人」，由此引起轟動。
2020年8月17日，蔡霞被中共中央黨校開除黨籍，並被取消相關退休待遇。对此，蔡霞在接受美国之音采访时证实，网络上流传的那段讲话的确是她说的，实际上那天的讲话共两段，另一段9分钟的音频传到网上后很快丢掉了。蔡霞在接受自由亞洲電台採訪時表示，自己无意留在中共這個“黑帮”，很高兴被中共開除。她還表示，中共党内普遍希望撤換习近平，但眾人敢怒不敢言。在被开除党籍剥夺退休待遇后，蔡霞得到许多人以邮件、电话的形式对她表示支持，令她非常感动，表示“公道自在人心”。在接受美国之音采访时，蔡霞表示将“走法律程序来捍卫我自己的权利”。 中共媒体《环球时报》主编胡锡进则在网上评论说“无论蔡霞怎么定义言论自由，我认为，作为党校的退休教授，她应当维护党对这个国家的领导，不应当站到党领导国家这一宪制规定的对立面，或者实际站到党的领导的对立面，”“美国现在将攻击的矛头对准中共，她作为一名党员，不应该客观上站到攻击者的一边。”9月7日，蔡霞在推特上表示，她在中国的银行账号被查封，存款無法取出。
2020年8月23日，蔡霞接受CNN採訪時表示支持美国政府对华为实施禁令，并提议美国政府制裁中國官员，同時要求国际社会阻止中共渗透国际组织。12月，蔡霞在美国《外交事务》杂志上撰写文章，谈及自己的政治觉醒之路，和从忠诚党员到与黑帮政党决裂的原因。她认为中共编造的意识形态是欺骗人民的自私工具，习近平掌权后将中国推向极权高压社会。
2021年6月底，蔡霞在斯坦福大学的保守派智库胡佛研究所出版题为《中共眼中的中美关系：一个局内人的观点》的长篇报告，认为美国40年来的对华接触政策只是强化了中国领导层对美国固有的敌意，必须用理智的防御措施取代对“接触”的一厢情愿，以保护美国免受中共的挑衅，同时对其施以进攻性压力。
2022年9月6日，外交事务刊登蔡霞长文，蔡霞在文章中再度批評習近平。蔡霞指出習近平的下屬曾經要求某位批評習近平的官員閉嘴，否則對其進行反腐調查；每个政治局委员以及常委，都必须定期向习近平提交报告，并且由习近平亲自点评他们的工作表现。王岐山曾向朋友抱怨，习和其他常委的关系已成為「君臣关系」；习近平相对于邓小平、江泽民、胡锦涛，他坚持要求其指示要一字不差地被贯彻；2017年左右，刘亚洲写信给习近平，建议调整新疆政策，停止关押维吾尔族民众。结果他被警告不要再妄议习近平的政策；2020年1月上旬，总理李克强提议启动应急响应机制，但习近平因担心妨碍正在进行的春节庆祝活动筹备而拒绝批准。2022年3月上海疫情爆发不久，举行了一次有约60名流行病专家参加的线上会议。他们建議上海放宽隔离要求，上海官员也支持这种做法。然而习近平大怒，坚持强制要求执行清零政策。

## 政治見解

### 党内马克思理论建设存在很大问题
2017年《南方人物周刊》專訪，蔡霞认为现在中国共产党党内理论建设存在很大问题，如何理解马克思理论是始终存在的难题，其中有两个极端倾向，一是固守被苏联共产党总书记斯大林扭曲的马克思主义，奉为主流意识形态，这会窒息政党的思想活力。二是认为马克思主义已经无用，无法指导中国共产党，应该将其抛弃。她认为中国国内许多人对马克思主义理论存在曲解，由于“东方传统农耕文化对于人的理解，是整体地理解成国家的人、党的人、集体的人，必然就要强调权威，容易把人当成工具，人的主体性容易失落。”“马克思传入中国时，处在民族生死存亡的历史背景下，按照马克思的分析，是以民族矛盾形式表现出来的阶级矛盾，因此阶级斗争理论就好用。久而久之，中国共产党人就把阶级斗争理论看作是马克思主义理论的全部。毛泽东曾经说过，马克思主义的道理千头万绪，归根到底就是一句话，‘造反有理’。”她认为中共所普及的马克思主义是斯大林解释过的版本，《联共（布）党史简明教程》是党内高级干部的必读书，其观点抽掉“人”而把历史解释成一个概念性的东西。蔡霞尤其反对斯大林解释过的马克思主义，认为它最终演变成维护专制的意识形态工具，而非推动社会进步、实现社会公平和公众利益的思想武器。

### 支持胡锦涛提出的党内民主
2007年中共十七大报告（胡錦濤總書記任內）提出了“尊重党员主体地位”的论断是在历次中共党代会报告中首次出现，2009年新華社採訪蔡霞，蔡霞解釋「党内民主的实质是全体党员是党的主人，党的一切权力属于党员。」，她又向新華社指出「中共建党88年的历史大体可分为三个30年：用28年带领人民实现了民族独立，再用30年找到国家富强之路，又用30年实现经济起飞。站在下一个30年的门槛上，中共面临大力推进民主政治的新的时代命题。」2020年，蔡霞认为当今中国共产党“党内高层它有一条，越是外面压力大，他越怕自己内部出问题，” “他先要把党内搞得鸦雀无声，后院要稳起来，稳了，他才会觉得自己里面安全了。”“共产党现在千方百计去压制不同声音，下狠手去清洗和打压党内人士，就是因为它陷于一种内外交困的状态。”“中共是一个政治僵尸。从这个党本身来讲，它是不可能完成中国的转型这个历史任务。”所以它必须要下去，“不是我们让它下，而是整个历史就会把它抛掉。”

### 反对设立港区国安法
蔡霞反对《港区国安法》，认为“第一是从香港700万人民本身的权利和自由出发，这是不容讨论、不容置疑的东西，第二，对中国内地的发展来说，香港的意义。我觉得这会把整个民族未来发展很宝贵的渠道、窗口和一个跟世界连接的平台亲手毁掉。第三，如何处理香港问题会涉及到全球的文明秩序，说狭隘点它会涉及到全球的经济格局、金融格局的改变，资本的自由流动和贸易的蓬勃发展；从再大一点讲，强行推行港版《国安法》，毁掉的是法治和自由的秩序，会对整个人类现代制度运行和文明秩序产生很大冲击。”“港版《国安法》的决策是很糟糕很糟糕的，它哪一个都没有好处，所以我才说它蠢到极点了。”

### 反對取消任期制的修憲
针对《2018年中华人民共和国宪法修正案》，蔡霞表示“我个人的看法……从修宪开始，我们可以看到这个党事实上已经是政治僵尸，明摆着修宪从党内程序上它就是不合法的，绑架了十八届三中全会，在三中全会前的两天抢着抛出取消任期制的说法，迫使三中全会像咽狗屎一样咽下去，三中全会那么多中央委员，居然没有一个人敢在三中全会上把这个问题提出来，所以这个党本身已经是一个政治僵尸。”由於不滿，2019年，蔡霞赴美国居住。

### 对中国人历史认知
蔡霞认为中国人民有“斯德哥尔摩综合征...当初三年大饥荒饿死人了，到1962年－1963年经济有点恢复了，日子比过去过得好一点了，他们就感恩戴德了，就说共产党让大家吃饱饭了。十年文革国家不得安宁，好，文革一结束以后，你看我们平反的右派、平反的干部、平反的知识分子，平反很多人出来，他们不是说控诉他的人权受到侵犯，一片的都是感恩。所以你想斯德哥尔摩综合征其实在中国是（有）很明显的表现的，他觉得你现在对我好了，我就感恩，我就很感谢你了。”“传统文化对于权力的崇拜和个人依附于权力这样的一个烙印，在中国社会有多么深厚的根基。那么，当这个权力稍稍松了一点绳子给你点好处的时候，老百姓就感恩戴德。”

### 对中共政治体制的认识
蔡霞认为自改革开放以来，中共内部存在三类政治力量。
- 第一类为“改革派”，如赵紫阳和胡耀邦。她认为二人是站在人民一边，其改革的目的不是救党，而是走向中国现代文明。蔡霞认为邓小平推动改革是由于中共无法依照之前的方式维持统治。因此邓小平有两个历史局限性，一是在1980年的四千人大会上阻止了就毛泽东历史地位的评价进行彻底反思。另一个是1989年六四事件的镇压。她认为“邓小平改革有功，开枪有罪”。
- 第二类是“无奈派”，为党内绝大多数，如任志强，“官”：省长、省委书记、市长、市委书记，部长、副部长；“僚”：如中央机关和地方省市机关工作人员。他们处于被裹挟的状态。
- 第三类为“钻营派”，下分为“习家军”和新近势力，习家军即“之江新军” ，是习近平在浙江时延揽的人，其中也包括习近平在福建时所延揽的人和清华大学时期的“同学帮”，而另外的习家军并非其老班底，而是新近投奔习近平的人，包括天津市委书记李鸿忠、新疆维吾尔自治区党委书记陈全国等。[28]

### 对2019冠状病毒病疫情的观点
2019年12月，武汉市开始爆发2019冠状病毒病疫情。根据《外交事务》杂志发表的文章，蔡霞从国务院的消息人士处获悉，李克强曾提议在2020年1月上旬启动应急响应机制，但习近平因担心妨碍正在进行的春节庆祝活动筹备而拒绝批准。
2022年2月，蔡霞又从国务院的一位人士获悉，在病毒性减弱，病程相当于流感的奥密克戎变异株于上海爆发以后，上海举行了一次有约60名流行病专家参加的在线会议。根据会议共识，倘若上海按照最新公布的官方指导方针包括放宽隔离要求，当地的日常生活可以正常进行，上海市党政系统及卫生系统的大部分官员均支持这一做法。但这一做法遭到习近平的反对，拒绝听取专家意见，继续执行清零政策，因此引发大量争议事件。蔡霞认为，倘若领导人更开放地接受影响性的意见或被更有力的制衡，似乎不太可能实施如此严厉的政策；抑或一旦成本和民怨变得显而易见，起码会改弦易辙。

## 学术專著
1998年博士論文《现代化进程与中国共产党人价值观》，該文「以中国现代化的进程为背景，重点思考了改革开放、发展社会主义市场经济条件下，中国共产党人价值观的发展变化」。2000年参与中共中央組織部全党党员队伍调研，负责党员先进性教育前期工作；2002－2003年，参与中共中央宣傳部《“三个代表”重要思想学习纲要》编写；2004年参与中共中央政策研究室重点课题研究，如“江泽民党建思想研究”等。发表个人专著4部，发表论文100多篇。学术專著涉及“党内潜规则”、60后省部领导简析、继续解放思想、对群体事件再思考、推进党内民主、人大制度改革”。

### 專著
- 《全球化与中国共产党人价值观》
- 《三个代表——新世纪党的建设的伟大纲领》

### 学术论文
- 《试论党的建设机制对党的先进性之影响》
- 《社会转型时期群众利益问题的再思考》
- 《党内民主的制度结构特性与路径选择》
- 《偏移与回归——基层民主中执政党与社会关系的透视》

## 链接
- . 人民網理論頻道.   [2020-08-20]. （原始内容存档于2020-06-06）.
- 《因言获罪株连九族必须终止 -- 为任志强再辩（页面存档备份，存于）》

## 奖项
- 《全球化与中国共产党人价值观》获全国优秀党建读物奖[何时？][2]
- 2篇论文获两项全国一等奖[2]
- 中央党校优秀教学奖[何时？][2]
- 中央党校优秀科研奖[何时？][2]
- 北京灵山杯优秀党课奖[何时？][2]

## 争议
据OpenAI于2025年2月发布的报告显示，中国一场名为“舆论不满”的影响力行动利用ChatGPT生成英文评论发布在X上，攻击中国异议人士蔡霞。